# Alpaida cisneros
Alpaida cisneros är en spindelart som beskrevs av Levi 1988. Alpaida cisneros ingår i släktet Alpaida och familjen hjulspindlar. Inga underarter finns listade i Catalogue of Life.